# 埃奇沃特 (馬里蘭州)
埃奇沃特（英語：Edgewater）是位於美國馬里蘭州安妮阿倫德爾縣的一個普查規定居民點。

## 人口
根據2020年美國人口普查的數據，埃奇沃特的面積為9.92平方千米，當中陸地面積為7.75平方千米，而水域面積為2.17平方千米。當地共有人口9446人，而人口密度為每平方千米952.22人。